# Yuen Yuen Institute

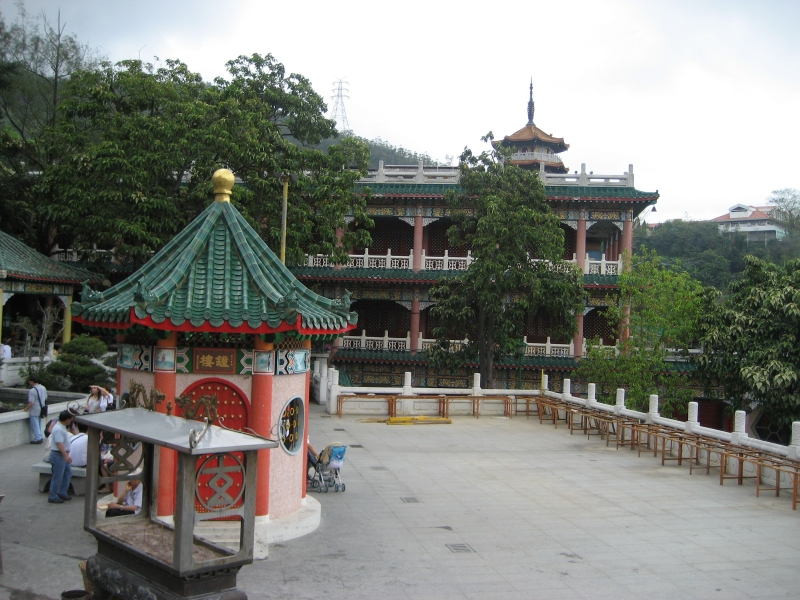
Yuen Yuen Institute – 圓玄學院

Das Yuen Yuen Institute (chinesisch 圓玄學院 / 圆玄学院, Pinyin Yuánxuán xuéyuàn, Jyutping Jyun4jyun4 hok6jyun2, dt.: Akademie des Vollständigen Geheimnisses) ist ein daoistischer Tempel im Distrikt Tsuen Wan in den New Territories von Hongkong.
Das Institut liegt nah dem Dorf Lo Wai in einem Talkessel bzw. am Kolk Sam Dip Tam am Fuße des Fu Yung Shan und am Bergbach Tai Yuen Stream, wo zahlreiche weitere Tempel, Pavillons (Einsiedeleien) und Klöster zu finden sind. Auf der gegenüberliegenden Talseite befindet sich der buddhistische Tsuen Wan Lung Mo Temple.

## Geschichte
Das Yuen Yuen Institute wurde 1950 von daoistischen Mönchen des Sanyuan Gong (Palast der drei Ursprünge) aus Guangzhou gegründet. Dieser Tempel führt seine Abstammung auf die Drachentor-Schule (Longmen Pai) des Quanzhen-Daoismus (quánzhēn dào, „Weg der vollendete Perfektion“) zurück. Es versteht sich selbst als „Lehrinstitut“, eine Art daoistische „Akademie“ und ist der einzige Tempel in Hongkong, welcher sich der Lehre der Drei Lehren widmet: Daoismus, Buddhismus und Konfuzianismus. Daher bilden die ersten drei chinesischen Schriftzeichen im Namen des Instituts die Essenz jeder der drei Denkschulen ab.
Das Hauptgebäude des Instituts ist eine Nachbildung des Himmelstempels (Tian Tan) in Peking. 1968 gründete Moy Lin-shin zusammen mit den daoistischen Meistern Mui Ming-to und Tang Yuen Mei den Tempel für das Fung Loy Kok Institute of Taoism.

## Ziele
Das Institut hat die Ziele:
- die Prinzipien der drei Religionen, Daoismus, Buddhismus und Konfuzianismus, zu verbreiten;
- die „Acht Tugenden“ zu stärken (z. B. Frömmigkeit, Respekt, Loyalität, Treue, Anstand, Gerechtigkeit, Ehrlichkeit und Ehrerbietung);
- soziale Wohlergehen zu fördern.

## Aktivitäten
Während des Chinesischen Laternenfests werden gegen Spenden Laternen ausgegeben, die Glück und Gesundheit garantieren sollen. Der Erlös geht an das Altersheim und an die Krankenhäuser und Schulen, die vom Yuen Yuen Institute unterhalten werden. Daneben findet jährlich eine Bonsai and Stone Appreciation Show statt und ein vegetarisches Restaurant ist am Tempel untergebracht.
Außerdem werden Zeremonien angeboten zum Chinesischen Neujahrsfest und zum Zhongyuan Jie; im 7. Monat des Chinesischen Kalenders.

### Schulen
- HKTA The Yuen Yuen Institute No. 1 Secondary School[19]
- HKTA The Yuen Yuen Institute No. 2 Secondary School[20]
- HKTA The Yuen Yuen Institute No. 3 Secondary School[21]
- HKTA The Yuen Yuen Institute Shek Wai Kok Primary School[22]
- HKTA The Yuen Yuen Kindergarten[23]
- The Yuen Yuen Institute MFBM Nei Ming Chan Lui Chung Tak Memorial College[24]

Quelle: The Yuen Yuen Institute

### Altersheim
- Yuen Yuen Care and Attention Home for the Aged[26]